# Cneazevca, Leova
Cneazevca (în germană Fürstenfeld) este satul de reședință al comunei cu același nume  din raionul Leova, Republica Moldova. Satul a fost locuit de germanii basarabeni.

## Demografie

### Structura etnică
Structura etnică a satului Cneazevca conform recensământului populației din 2004:
| Grup etnic                    | Populație | % Procentaj |
| ----------------------------- | --------- | ----------- |
| Băștinași declarați Moldoveni | 375       | 39,56%      |
| Ucraineni                     | 332       | 35,02%      |
| Bulgari                       | 143       | 15,08%      |
| Ruși                          | 75        | 7,91%       |
| Țigani                        | 9         | 0,95%       |
| Găgăuzi                       | 5         | 0,53%       |
| Alții                         | 9         | 0,95%       |
| Total                         | 948       |             |